# Zabriskie Point (földrajzi hely)
A Zabriskie Point (Zabriskie-pont) az Amargosa-hegylánc része a Halál-völgytől (Death Valley) keletre, a Death Valley Nemzeti Parkban, Kaliforniában, az Egyesült Államokban. Erózió alkotta különleges formáiról híres táj, amely az ötmillió éve, jóval a Halálvölgy születése előtt kiszáradt Furnace Creek tó üledékéből jött létre.

## Neve
A helyet Christian Brevoort Zabriskie-ről nevezték el, aki a Pacific Coast Borax Company (Csendes-óceán Parti Bórax Társaság) alelnöke és főigazgatója volt a 20. század elején. A cég húsz öszvérből álló karavánokban szállított bóraxot a Halál-völgyben lévő bányáiból. 

## Története

Panoráma a Zabriskie Pointról

A Halálvölgy lesüllyedése és kiszélesedése és a Manly-tó létezése előtt több millió évvel a mai Halálvölgy területének egy nagy részét, beleértve a Zabriskie Pointot is, egy másik tó takarta. Ez az ősi tó mintegy 9 millió évvel ezelőtt kezdett kialakulni.  Hétmillió évig gyűlt a fenéken a tó üledéke sós iszapból, a környező hegyekből származó kavicsból és a Black Mountain akkor még aktív vulkáni mezőinek hamujából. Ez az üledékelegy hozta létre a mai Furnace Creek Formációt. A Furnace Creek tó mellékének éghajlata száraz volt, de közel sem annyira, mint ma. A parti iszapban tevék, mamutok, lovak, húsevők és madarak hagyták ott a lábnyomaikat, és ugyanitt fosszilis fű és nád is fennmaradt.   
- Christian Brevoort Zabriskie portréja egy magyarázó táblán a Zabriskie Pointnál a Death Valley Nemzeti Parkban
- Badland formációk a Zabriskie Pointnál